# Sarbini Sumawinata
Sarbini Sumawinata (né le 20 août 1918 à Madiun, Indonésie - mort le 13 mars 2007 à Jakarta) était un économiste indonésien dont les travaux ont fortement influencé la politique économique de l'Indonésie dans la seconde moitié du XXe siècle.
Il a été membre du Parti socialiste indonésien, interdit en 1960 par le président Soekarno.

## Biographie
Sarbini Sumawinata était professeur à la Faculté d'économie de l'université Indonesia, l'université d'État de Jakarta. Après la prise de pouvoir du général Soeharto en 1965, il devint le conseiller économique du nouveau président, et participa à la mise en place de la politique économique de l'« Ordre nouveau » (Orde Baru).
En matière économique, l'« Ordre Nouveau » tendait à se fonder sur les idées d'un groupe d'économistes ayant fait leurs études aux États-Unis, que l'on surnommait la « mafia de Berkeley. » Peu après son arrivée au pouvoir, Suharto fit adopter un certain nombre de réformes dans le but de faire de l'Indonésie un terrain propice aux investissements étrangers. Cela se traduisit notamment par la privatisation de ses ressources naturelles afin de favoriser leur exploitation par les entreprises des nations industrialisées, la mise en place d'une législation du travail favorables aux multinationales, et la sollicitation de fonds pour le développement auprès d'institutions comme la Banque mondiale, de banques occidentales ou de gouvernements amis.
On reconnait à cette politique le mérite d'avoir permis de réduire la pauvreté absolue en Indonésie et d'avoir placé le pays sur la voie de l'industrialisation. Pendant cette période, l'Indonésie connut une croissance sans précédent, grâce à son économie entièrement tournée vers l'exportation.